# Codan
Codan A/S (efter latin: Sinus Codanus; Østersøen) er et dansk forsikringsaktieselskab, der blev grundlagt i 1916. Selskabet er Skandinaviens tredjestørste forsikringsselskab og driver blandt andet også selskabet Trygg-Hansa i Sverige, ligesom koncernen har aktiviteter i Baltikum og Norge. I 2021 blev Codans danske forretning, efter kortvarigt at have været ejet af Tryg, opkøbt af Alm. Brand. Den svenske, norske og baltiske del af Codan foventes at blive separeret fra den danske del, og fortsat administreret af Tryg.  
31. marts 2024  fusionerede Codan Forsikring A/S og Alm. Brand Forsikring A/S, så alle  forsikringer i Codan Forsikring overførtes til Alm. Brand Forsikring med samme vilkår og priser. Trods fusionen fortsætter Codan dog som brand over for kunderne.
I Danmark koncentrerer Codan sig om skadesforsikring efter at have solgt sin livsforsikrings- og pensionsvirksomhed fra. Dels gennem hovedselskabet, dels gennem datterselskabet Privatsikring. Codan har tidligere også drevet bankvirksomhed.
Selskabet har siden 1984 været delvist på udenlandske hænder og var indtil 2020 ejet 100% af det britiske forsikringsselskab Royal & Sun Alliance. I 1993 overtog Codan det konkursramte Hafnia Forsikring. Codan har tidligere været noteret på Københavns Fondsbørs, men blev afnoteret i juli 2007. Hovedsædet i København er Codanhus ved Søerne i København. 